# گرامادا
گرامادا شهری در استان ویدین کشور بلغارستان است که جمعیت آن در سال ۲۰۰۱ میلادی ۱٬۷۳۰ نفر بوده‌است.